# La Corchuela
La Corchuela es un parque periurbano de Andalucía creado en torno a un pinar centenario y que ocupa 85 ha de los municipios de Dos Hermanas y Los Palacios y Villafranca, en la provincia de Sevilla (España), acondicionado por ICONA para disfrute del área metropolitana de Sevilla capital. El acceso al parque se realiza por la carretera de Dos Hermanas a la Isla Menor, en las proximidades del polígono industrial carretera de la Isla y por la carretera de El Monte, desde Los Palacios y Villafranca
Además del bosque de pinos que constituye el núcleo del parque, también existen zonas ocupadas por encinas, cantuesos, lentiscos, jaras y diverso monte bajo, vegetación característica de los ecosistemas del Bajo Guadalquivir y del entorno mediterráneo.
Fue declarado parque periurbano por la Junta de Andalucía el 22 de febrero de 1998, protegiendo un área de 84,79 ha.

## Historia

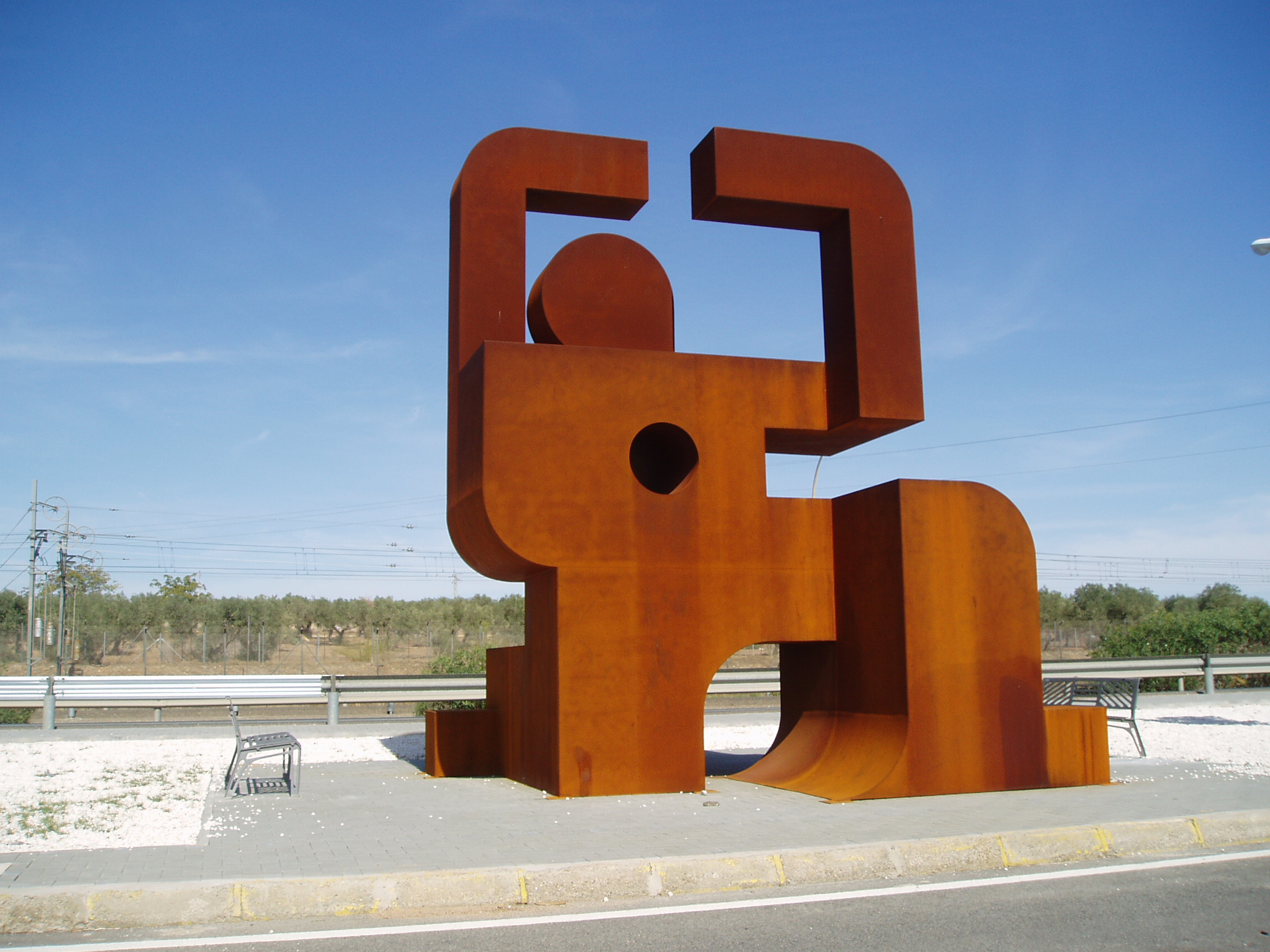
Monumento a la memoria de los presos en Los Merinales

Los terrenos pertenecieron al Cortijo de La Corchuela, del que se mantiene la plaza de tientas.
Después de la guerra civil española, entre 1940 y 1962 existió en La Corchuela un campo de trabajos forzados para presos políticos republicanos (oficialmente denominados Colonias Penitenciarias Militarizadas), que bajo el programa denominado Redención de Penas por el Trabajo construyeron los 158 km del canal de riego del Bajo Guadalquivir, popularmente conocido, y actualmente reconocido oficialmente, al menos para las señales de carretera oficiales, como el canal de los Presos. Los familiares de muchos de estos presos de toda España crearon los poblados cercanos de Bellavista y Fuente del Rey, y muchos de ellos se quedaron en ellos una vez cerrado el campo de La Corchuela. 
Otros campos de trabajo similares existieron en Los Merinales y El Arenoso y los familiares también crearon los poblados de Torreblanca, y Valdezorras en Sevilla; Quintillo en Dos Hermanas; y El Palmar de Troya en Utrera. Sobre esta parte de la historia, con muchas referencias a La Corchuela, trata la película documental Presos del Silencio, de los directores Mariano Agudo y Eduardo Montero.
Entre los años 1969 y 1977, parte de la finca La Corchuela fue utilizada como refugio para alojar a familias sevillanas desahuciadas de sus casas por el estado ruinoso de las mismas. También a principios de la década de 1960, tras las graves inundaciones que sufrió Sevilla, se utilizaron con el mismo fin los barracones que habían alojado a los presos en el campo de trabajo de Los Merinales.